# Lespesia callosamiae
Lespesia callosamiae är en tvåvingeart som beskrevs av Beneway 1963. Lespesia callosamiae ingår i släktet Lespesia och familjen parasitflugor. Inga underarter finns listade i Catalogue of Life.